# 大山上池・下池
大山上池・下池（おおやまかみいけ・しもいけ）は、山形県鶴岡市大山にあるため池。
2008年に国指定大山上池・下池鳥獣保護区に指定され 、さらに国際的に重要な湿地を保全する「ラムサール条約」にも登録された。また、2010年（平成22年）3月25日に農林水産省のため池百選にも選定された。

## 概要
面積は上池が約15ha、下池が約24ha。約400年前に灌漑用のため池として造成され、寛文9年（1669年）の古地図にも記載されている。
池の周辺には1年を通じて約200種類の鳥類が生息し、冬季はマガモが2万羽から3万羽、コハクチョウが千羽から3千羽飛来するなど、ガン・カモ類の越冬地となっている。また、オオワシ、トモエガモも飛来することがある。上池は7月から8月にかけて、ハスの花が池一面に咲く。

## 交通
- 鉄道：羽越本線羽前大山駅から徒歩。
- 車 ：国道112号専念寺近辺